# Drimycarpus maximus
Drimycarpus maximus är en sumakväxtart som beskrevs av K. M. Kochummen. Drimycarpus maximus ingår i släktet Drimycarpus och familjen sumakväxter. Inga underarter finns listade i Catalogue of Life.